# Erik Palmer-Brown
Erik Palmer-Brown, né le 24 avril 1997 à Napoleon en Ohio, est un joueur international américain de soccer qui évolue au poste de défenseur central au Panathinaïkós FC.

## Biographie

### En club

#### Prêt puis transfert à l'ESTAC Troyes
Le 31 août 2021, il est prêté jusqu'à la fin de la saison à l'ESTAC Troyes. Le 2 février 2022, il s'engage avec le club troyen et signe un contrat jusqu'en 2024. 
Très peu sollicité en première partie de saison, il est depuis le mois de janvier 2022 et l'arrivée du nouvel entraîneur Bruno Irles, un joueur indispensable de l'équipe.

### En équipe nationale
Avec les moins de 20 ans, il dispute la Coupe du monde des moins de 20 ans en 2015. Lors de cette compétition, il ne joue qu'une seule rencontre, contre l'Ukraine. Les États-Unis sont battus en quart de finale par la Serbie. 
Il joue ensuite le championnat de la CONCACAF des moins de 20 ans en 2017. Capitaine lors de ce tournoi, il joue six rencontres, inscrivant un but contre le Mexique. Les États-Unis remportent la compétition en battant le Honduras en finale.
Il dispute ensuite la Coupe du monde des moins de 20 ans 2017 organisée en Corée du Sud. Une nouvelle fois capitaine, il joue cinq matchs lors de ce Mondial. Les États-Unis sont battus en quart de finale par le Venezuela.

## Palmarès

### En club
FC Porto B
- Champion de LigaPro en 2016

 Sporting de Kansas City
- Vainqueur de la Coupe des États-Unis en 2017

### En sélection
États-Unis -20 ans
- Vainqueur du championnat de la CONCACAF des moins de 20 ans en 2017

## Statistiques
| Saison                | Club                         | Championnat           | Championnat | Championnat | Championnat | Coupe(s) nationale(s) | Coupe(s) nationale(s) | Coupe(s) nationale(s) | Compétition(s) continentale(s) | Compétition(s) continentale(s) | Compétition(s) continentale(s) | Compétition(s) continentale(s) | Séries | Séries | Séries | Total | Total | Total |
| Saison                | Club                         | Division              | M.          | B.          | P.d.        | M.                    | B.                    | P.d.                  | Comp.                          | M.                             | B.                             | P.d.                           | M.     | B.     | P.d.   | M.    | B.    | P.d.  |
| 2014                  | Sporting de Kansas City      | MLS                   | 3           | 0           | 0           | 2                     | 0                     | 0                     | LCC                            | 1                              | 0                              | 0                              | -      | -      | -      | 6     | 0     | 0     |
| 2015                  | Sporting de Kansas City      | MLS                   | 7           | 0           | 0           | -                     | -                     | -                     | -                              | -                              | -                              | -                              | -      | -      | -      | 7     | 0     | 0     |
| 2017                  | Sporting de Kansas City      | MLS                   | 10          | 0           | 0           | 2                     | 0                     | 0                     | -                              | -                              | -                              | -                              | -      | -      | -      | 12    | 0     | 0     |
| Sous-total            | Sous-total                   | Sous-total            | 20          | 0           | 0           | 4                     | 0                     | 0                     | -                              | 1                              | 0                              | 0                              | -      | -      | -      | 25    | 0     | 0     |
| 2015-2016             | FC Porto B (prêt)            | LigaPro               | 11          | 0           | 0           | -                     | -                     | -                     | -                              | -                              | -                              | -                              | -      | -      | -      | 11    | 0     | 0     |
| 2016-2017             | FC Porto B (prêt)            | LigaPro               | 6           | 0           | 0           | -                     | -                     | -                     | -                              | -                              | -                              | -                              | -      | -      | -      | 6     | 0     | 0     |
| Sous-total            | Sous-total                   | Sous-total            | 17          | 0           | 0           | -                     | -                     | -                     | -                              | -                              | -                              | -                              | -      | -      | -      | 17    | 0     | 0     |
| 2017                  | Rangers de Swope Park (prêt) | USL                   | 6           | 0           | 0           | -                     | -                     | -                     | -                              | -                              | -                              | -                              | -      | -      | -      | 6     | 0     | 0     |
| 2018-2019             | KV Courtrai (prêt)           | Division 1A           | 1           | 0           | 0           | -                     | -                     | -                     | -                              | -                              | -                              | -                              | 8      | 0      | 0      | 9     | 0     | 0     |
| 2018-2019             | NAC Breda (prêt)             | Eredivisie            | 18          | 1           | 0           | 0                     | 0                     | 0                     | -                              | -                              | -                              | -                              | -      | -      | -      | 18    | 1     | 0     |
| 2019-2020             | FK Austria Vienne (prêt)     | Bundesliga            | 22          | 2           | 1           | 1                     | 0                     | 0                     | -                              | -                              | -                              | -                              | 3      | 0      | 0      | 26    | 2     | 1     |
| 2020-2021             | FK Austria Vienne (prêt)     | Bundesliga            | 24          | 0           | 0           | 2                     | 0                     | 0                     | -                              | -                              | -                              | -                              | 3      | 0      | 0      | 29    | 0     | 0     |
| Sous-total            | Sous-total                   | Sous-total            | 46          | 2           | 1           | 3                     | 0                     | 0                     | -                              | -                              | -                              | -                              | 6      | 0      | 0      | 55    | 2     | 1     |
| 2021-2022             | ESTAC Troyes (prêt)          | Ligue 1               | 5           | 0           | 0           | 1                     | 0                     | 0                     | -                              | -                              | -                              | -                              | -      | -      | -      | 6     | 0     | 0     |
| 2021-2022             | ESTAC Troyes                 | Ligue 1               | 16          | 0           | 0           | -                     | -                     | -                     | -                              | -                              | -                              | -                              | -      | -      | -      | 16    | 0     | 0     |
| 2022-2023             | ESTAC Troyes                 | Ligue 1               | 30          | 0           | 0           | 0                     | 0                     | 0                     | -                              | -                              | -                              | -                              | -      | -      | -      | 30    | 0     | 0     |
| Sous-total            | Sous-total                   | Sous-total            | 51          | 0           | 0           | 1                     | 0                     | 0                     | -                              | -                              | -                              | -                              | -      | -      | -      | 52    | 0     | 0     |
| 2023-2024             | Panathinaïkós                | Super League          | 0           | 0           | 0           | 0                     | 0                     | 0                     | C1                             | 0                              | 0                              | 0                              | -      | -      | -      | 0     | 0     | 0     |
| Total sur la carrière | Total sur la carrière        | Total sur la carrière | 159         | 3           | 1           | 8                     | 0                     | 0                     | -                              | 1                              | 0                              | 0                              | 14     | 0      | 0      | 182   | 3     | 1     |